# Anahit

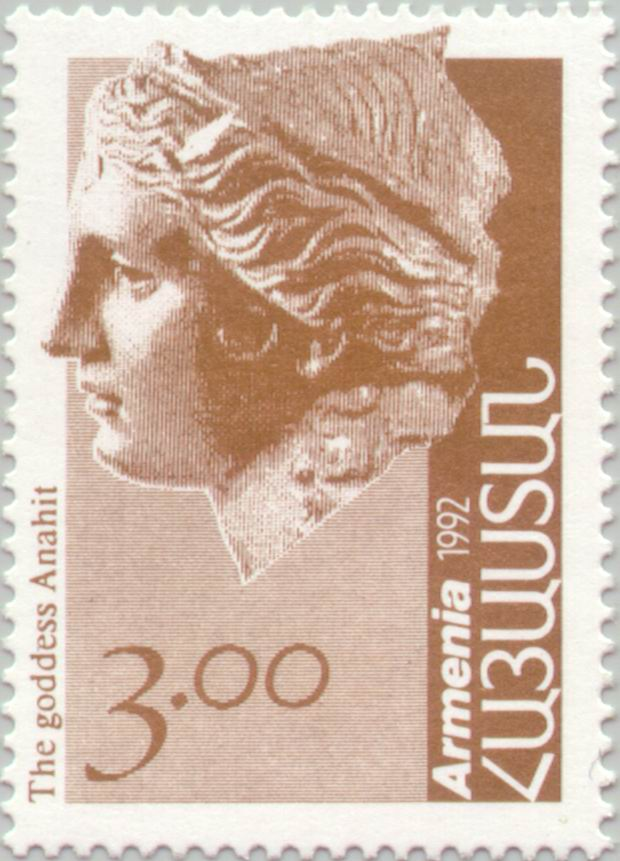
Sello armenio de 1992, que representa la cabeza de la estatua de Anahit que se encuentra en poder del Museo Británico (Londres).

Anahit fue la diosa de la fecundidad y del nacimiento en la Armenia pagana (similar a la Afrodita de la mitología griega). También era la diosa de la belleza y del agua, e incluso de la guerra en tiempos más remotos.
Para el siglo I d. C., se había convertido en uno de los dos dioses más importantes y adorados del panteón armenio, junto con Mitra.
Después de la cristianización de Armenia a principios del siglo IV su culto desapareció, aunque la imagen de diosa casta y fecunda fue reflejado en la Virgen María, madre de Cristo.
Actualmente su nombre es muy popular entre las mujeres armenias.
En Armenia, el culto a Anahit se estableció en Erez, Armavir, Artashat y Ashtishat. Una montaña en el distrito de Sophene era conocida como el trono de Anahit (Athor Anahta). Todo el distrito de Erez, en la provincia de Akilisene (Ekeghiats), se llamaba Anahtakan Gavar. 
Según Plutarco, el templo de Erez era el más rico y el más noble de Armenia. Durante la expedición de Marco Antonio en Armenia, la estatua fue hecha pedazos por los soldados romanos. Plinio el Viejo nos cuenta la siguiente historia al respecto: el emperador Augusto, que fue invitado a cenar por uno de sus generales, le preguntó si era cierto que los destructores de la estatua de Anahit habían sido castigados por la audaz diosa. "¡No!" respondió el general, "por el contrario, hoy tengo la buena fortuna de tratarte con una parte de la cadera de esa estatua de oro". Los armenios erigieron una nueva estatua dorada de Anahit en Erez, que fue adorada antes de la época de San Gregorio el Iluminador.
La festividad anual del mes de Navasard, celebrada en honor a Anahit, fue motivo de grandes reuniones, asistidas con baile, música, recitales, concursos, etc. Los enfermos fueron a los templos en peregrinación, pidiendo la recuperación. El símbolo de la medicina armenia antigua era la cabeza de la estatua dorada de bronce de la diosa Anahit.
- Datos: Q2463867
- Multimedia: Anahit / Q2463867